# 麵包超人：露寶莉與窩心的禮物
《麵包超人：露寶莉與窩心的禮物》是2023年6月30日上映的日本動畫電影，是改編自漫畫家柳瀨嵩創作的漫畫系列《麵包超人》的第34部電影版。

## 概要
本作是《麵包超人》電影與電視動畫誕生35週年紀念、原作繪本50週年紀念、日本電視台開台70週年特別作品。

## 登場角色
| 角色          | 配音員                         | 配音員   | 配音員   |
| 角色          | 日本                           | 香港     | 臺灣     |
| 原著角色      | 原著角色                       | 原著角色 | 原著角色 |
| ------------- | ------------------------------ | -------- | -------- |
| 麵包超人      | 戶田惠子                       | 張彩虹   | 汪世瑋   |
| 細菌人        | 中尾隆聖                       | 黃尉斯   | 孫誠     |
| 果醬叔叔      | 山寺宏一                       | 趙錦標   | 梁興昌   |
| 牛奶妹妹      | 佐久間玲                       | 顧詠雪   | 楊詩穎   |
| 芝士狗        | 山寺宏一                       | 姜汝廷   |          |
| 紅精靈        | 富永美衣奈                     | 李蔓宜   | 龍顯蕙   |
| 骷髏人        | 矢尾一樹                       | 林筠翔   |          |
| 方包超人      | 島本須美                       | 李蔓宜   | 喬資淯   |
| 咖哩麵包超人  | 柳澤三千代                     | 高素瑜   |          |
| 蜜瓜包妹妹    | 金井美香                       | 顧詠雪   |          |
| 忌廉包熊貓    | 長澤美樹                       | 謝依晴   |          |
| 咪咪老師      | 瀧澤Roko                       | 張彩虹   |          |
| 石頭男        | 屋良有作                       |          |          |
| 石頭仔        | 深見梨加                       |          |          |
| シドロ&モドロ | ドリーミング                   |          |          |
| 小河馬        | 山寺宏一                       |          |          |
| 山羊叔叔      | 屋良有作                       |          |          |
| 本作角色      |                                |          |          |
| 露寶莉        | 桐谷美玲                       | 張嘉敏   | 邱涵菲   |
| 小琴          | 平野綾                         | 高素瑜   | 張乃文   |
| ロボじい      | 齋藤司（トレンディエンジェル） | 張彩虹   |          |

## 製作人員
- 原作：柳瀨嵩《麵包超人》
- 發行商：東京劇場
- 製作：麵包超人製作委員會2023（日本電視台、TMS娛樂、VAP、福祿貝爾館、柳瀨工作室、日本電視台音樂、東京劇場）

## 外部連結
- 官方网站 （日語）